# Сория, Элеасар
Элеаса́р Хосе́ Мануэ́ль Алеха́ндро Со́рия Иба́рра (исп. Eleazar José Manuel Alejandro Soria Ibarra; 11 января 1948, Лима, Перу — 24 июня 2021) — перуанский футболист, защитник. Победитель Кубка Америки 1975 года и обладатель Кубка Либертадорес 1975 года.

## Карьера

### В сборной
Элеасар Сория дебютировал в составе сборной Перу 18 июня 1972 года в матче Кубка независимости Бразилии со сборной Венесуэлы, завершившемся победой перуанцев со счётом 1:0. В 1975 году Сория принял участие в победном для его сборной Кубке Америки, этот турнир так и остался единственным крупным в жизни Сории. Своё последнее выступление за сборную Сория провёл в товарищеском матче со сборной Китая 22 апреля 1978 года, тот матч перуанцы выиграли со счётом 2:1. Всего же за сборную Хулио Мелендес сыграл 29 официальных матчей.

## Достижения

### Командные
Сборная Перу
- Победитель Кубка Америки: 1975

 «Университарио»
- Чемпион Перу (3): 1969, 1971, 1974
- Серебряный призёр чемпионата Перу (2): 1970, 1972
- Бронзовый призёр чемпионата Перу: 1973
- Финалист Кубка Либертадорес: 1972

 «Индепендьенте»
- Обладатель Кубка Либертадорес: 1975
- Обладатель Межамериканского кубка: 1975

 «Спортинг Кристал»
- Чемпион Перу (2): 1979, 1980
- Серебряный призёр чемпионата Перу: 1977
- Бронзовый призёр чемпионата Перу: 1978